# Campeonato Mundial de Atletismo en Ruta de 2023
El I Campeonato Mundial de Atletismo en Ruta se celebró en Riga (Letonia) el 1 de octubre de 2023 bajo la organización de World Athletics y la Federación Letona de Atletismo.

## Medallistas

### Masculino
| Evento                | Oro                                     | Plata                            | Bronce                               |
| --------------------- | --------------------------------------- | -------------------------------- | ------------------------------------ |
| Milla (01.10)         | Hobbs Kessler Estados Unidos 3:56,13 RM | Callum Elson Reino Unido 5:56,41 | Samuel Prakel Estados Unidos 3:56,43 |
| 5 km (01.10)          | Hagos Gebrhiwet Etiopía 12:59           | Yomif Kejelcha Etiopía 13:02     | Nicholas Kipkorir Kenia 13:16        |
| Media maratón (01.10) | Sabastian Sawe Kenia 59:10              | Daniel Ebenyo Kenia 59:14        | Samwel Mailu Kenia 59:19             |

### Femenino
| Evento                | Oro                             | Plata                              | Bronce                              |
| --------------------- | ------------------------------- | ---------------------------------- | ----------------------------------- |
| Milla (01.10)         | Diribe Welteji Etiopía 4:21,00  | Freweyni Hailu Etiopía 4:23,06     | Faith Kipyegon Kenia 4:24,13        |
| 5 km (01.10)          | Beatrice Chebet Kenia 14:35     | Lilian Kasait Rengeruk Kenia 14:39 | Ejgayehu Taye Etiopía 14:40         |
| Media maratón (01.10) | Peres Jepchirchir Kenia 1:07:25 | Margaret Kipkemboi Kenia 1:07:26   | Catherine Amanang'Ole Kenia 1:07:34 |

## Medallero
| Núm. | País           | Oro | Plata | Bronce | Total |
| ---- | -------------- | --- | ----- | ------ | ----- |
| 1    | Kenia          | 3   | 3     | 4      | 10    |
| 2    | Etiopía        | 2   | 2     | 1      | 5     |
| 3    | Estados Unidos | 1   | 0     | 1      | 2     |
| 4    | Reino Unido    | 0   | 1     | 0      | 1     |
|      | TOTAL          | 6   | 6     | 6      | 18    |